# Bosses masculines de ski acrobatique aux Jeux olympiques de 2022
Navigation
Pyeongchang 2018 Milan-Cortina 2026
L'épreuve masculine des bosses aux Jeux olympiques d'hiver de 2022 a lieu du 3 au 5 février 2022 au Genting Secret Garden de Zhangjiakou. L'épreuve est présente depuis les Jeux olympiques de 1992 qui se sont déroulés à Albertville, soit lors de l'apparition officielle du ski acrobatique au programme olympique.
Walter Wallberg remporte la compétition, devant le champion de l'édition précédente, Mikaël Kingsbury. Ikuma Horishima complète le podium. Matt Graham, médaillé d'argent en 2018, ne parvient pas à passer le cap des qualifications. Daichi Hara, médaillé de bronze en 2018, termine à la 7e place, éliminé en finale 2.

## Qualification
Pour être admis aux Jeux olympiques, un athlète doit remplir trois conditions en plus des critères d'âge et médicaux :
- Comptabiliser 80 points au classement FIS de la discipline au 17 janvier 2022,
- Être classé dans le top 30 d'une épreuve comptant pour la Coupe du monde ou aux Championnats du monde,
- Un maximum de quatre athlètes de même nationalité est admis.

un total de 30 athlètes remplissent ces conditions.

## Calendrier
| Date           | Manche           | Horaire | Horaire |
| -------------- | ---------------- | ------- | ------- |
| 3 février 2022 | Qualifications 1 | 19h45   |         |
| 5 février 2022 | Qualifications 2 | 18h00   |         |
| 5 février 2022 | Finale 1         | 19h30   |         |
| 5 février 2022 | Finale 2         | 20h05   |         |
| 5 février 2022 | Finale 3         | 20h40   |         |

## Médaillés
| Or                      | Argent                    | Bronze                  |
| Walter Wallberg (Suède) | Mikaël Kingsbury (Canada) | Ikuma Horishima (Japon) |

## Résultats

### Qualifications

#### Qualification 1
Chaque concurrent s'élance pour un run. il est jugé par rapport au temps qu'il met à effectuer son parcours (20 % de la note finale), puis deux juges note la qualité et l'originalité des sauts (20 % de la note finale) et enfin cinq juges évalue la technique dans le champ de bosses (60 % de la note finale). Les dix meilleures candidats se qualifient pour la finale 1, les autres disputent la Qualification 2.
| Rang | Dossard | Athlète           | Nationalité     | Temps   | Score     | Score | Score | Total | Notes |
| Rang | Dossard | Athlète           | Nationalité     | Temps   | Technique | Saut  | Temps | Total | Notes |
| ---- | ------- | ----------------- | --------------- | ------- | --------- | ----- | ----- | ----- | ----- |
| 1    | 1       | Mikaël Kingsbury  | Canada          | 24 s 71 | 50,30     | 15,44 | 15,41 | 81,15 | Q     |
| 2    | 3       | Walter Wallberg   | Suède           | 24 s 16 | 49,60     | 13,38 | 16,14 | 79,12 | Q     |
| 3    | 9       | Benjamin Cavet    | France          | 23 s 52 | 48,40     | 13,02 | 16,98 | 78,40 | Q     |
| 4    | 11      | Jimi Salonen      | Finlande        | 24 s 30 | 45,30     | 15,13 | 15,96 | 76,39 | Q     |
| 5    | 15      | Cole McDonald     | États-Unis      | 25 s 41 | 47,00     | 14,78 | 14,49 | 76,27 | Q     |
| 6    | 4       | Kosuke Sugimoto   | Japon           | 25 s 00 | 48,00     | 13,23 | 15,03 | 76,26 | Q     |
| 7    | 6       | Ludvig Fjällström | Suède           | 25 s 69 | 48,30     | 13,78 | 14,12 | 76,20 | Q     |
| 8    | 7       | Daichi Hara       | Japon           | 25 s 23 | 47,30     | 14,08 | 14,73 | 76,11 | Q     |
| 9    | 29      | Olli Penttala     | Finlande        | 24 s 53 | 45,70     | 14,60 | 15,65 | 75,95 | Q     |
| 10   | 16      | Dylan Walczyk     | États-Unis      | 25 s 03 | 47,80     | 13,07 | 14,99 | 75,86 | Q     |
| 11   | 8       | Brodie Summers    | Australie       | 24 s 46 | 45,70     | 14,22 | 15,74 | 75,66 |       |
| 12   | 28      | Dmitriy Reiherd   | Kazakhstan      | 25 s 25 | 46,80     | 13,93 | 14,70 | 75,43 |       |
| 13   | 20      | Nikita Novitckii  | ROC             | 25 s 03 | 45,60     | 14,12 | 14,99 | 74,71 |       |
| 14   | 14      | Cooper Woods      | Australie       | 26 s 45 | 45,70     | 15,83 | 13,12 | 74,65 |       |
| 15   | 23      | Marco Tadé        | Suisse          | 25 s 03 | 46,30     | 13,19 | 14,99 | 74,48 |       |
| 16   | 2       | Ikuma Horishima   | Japon           | 25 s 38 | 46,20     | 13,67 | 14,53 | 74,40 |       |
| 17   | 5       | Pavel Kolmakov    | Kazakhstan      | 24 s 85 | 43,70     | 15,16 | 15,23 | 74,09 |       |
| 18   | 19      | So Matsuda        | Japon           | 25 s 71 | 45,20     | 14,05 | 14,10 | 73,35 |       |
| 19   | 21      | Felix Elofsson    | Suède           | 25 s 18 | 44,40     | 14,04 | 14,80 | 73,24 |       |
| 20   | 22      | James Matheson    | Australie       | 26 s 10 | 46,20     | 12,08 | 13,58 | 71,86 |       |
| 21   | 10      | Nick Page         | États-Unis      | 24 s 36 | 41,20     | 13,63 | 15,88 | 70,71 |       |
| 22   | 13      | Sacha Theocharis  | France          | 24 s 96 | 43,00     | 12,41 | 15,09 | 70,50 |       |
| 23   | 27      | Will Fenely       | Grande-Bretagne | 26 s 69 | 45,10     | 12,33 | 12,80 | 70,23 |       |
| 24   | 17      | Laurent Dumais    | Canada          | 24 s 52 | 41,20     | 12,89 | 15,67 | 69,76 |       |
| 25   | 26      | Severi Vierelä    | Finlande        | 26 s 92 | 44,10     | 13,06 | 12,50 | 69,66 |       |
| 26   | 18      | Oskar Elofsson    | Suède           | 25 s 94 | 43,90     | 11,57 | 13,79 | 69,26 |       |
| 27   | 24      | Nikita Andreev    | ROC             | 24 s 15 | 40,10     | 11,14 | 16,15 | 67,39 |       |
| 28   | 30      | Zhao Yang         | Chine           | 28 s 09 | 41,60     | 8,91  | 10,96 | 61,47 |       |
| -    | 12      | Bradley Wilson    | États-Unis      |         |           |       |       |       | DNF   |
| -    | 25      | Matt Graham       | Australie       |         |           |       |       |       | DNF   |

#### Qualification 2
Chaque concurrent s'élance pour un run. il est jugé par rapport au temps qu'il met à effectuer son parcours (20 % de la note finale), puis deux juges note la qualité et l'originalité des sauts (20 % de la note finale) et enfin cinq juges évalue la technique dans le champ de bosses (60 % de la note finale). Les dix meilleures candidats rejoignent les dix meilleurs de la qualification 1 pour disputer les finales.
| Rang | Dossard | Athlète          | Nationalité     | Qual 1 | Temps   | Score     | Score | Score | Total | Meilleur score | Notes |
| Rang | Dossard | Athlète          | Nationalité     | Qual 1 | Temps   | Technique | Saut  | Temps | Total | Meilleur score | Notes |
| ---- | ------- | ---------------- | --------------- | ------ | ------- | --------- | ----- | ----- | ----- | -------------- | ----- |
| 1    | 21      | Felix Elofsson   | Suède           | 73,24  | 25 s 24 | 46,8      | 17,35 | 14,72 | 78,87 | 78,87          | Q     |
| 2    | 8       | Brodie Summers   | Australie       | 75,66  | 24 s 71 | 47,9      | 14,62 | 15,41 | 77,93 | 77,93          | Q     |
| 3    | 10      | Nick Page        | États-Unis      | 70,71  | 25 s 30 | 45,7      | 17,02 | 14,64 | 77,36 | 77,36          | Q     |
| 4    | 14      | Cooper Woods     | Australie       | 74,65  | 24 s 01 | 46,4      | 14    | 16,34 | 76,74 | 76,74          | Q     |
| 5    | 2       | Ikuma Horishima  | Japon           | 74,40  | 27 s 75 | 47,6      | 14,55 | 14,04 | 76,19 | 76,19          | Q     |
| 6    | 20      | Nikita Novitckii | ROC             | 74,71  | 25 s 57 | 46,50     | 14,87 | 14,28 | 75,65 | 75,65          | Q     |
| 7    | 28      | Dmitriy Reiherd  | Kazakhstan      | 75,43  | 25 s 24 | 45,70     | 14,48 | 14,72 | 74,90 | 75,43          | Q     |
| 8    | 13      | Sacha Theocharis | France          | 70,50  | 25 s 56 | 47,50     | 13,62 | 14,29 | 75,41 | 75,41          | Q     |
| 9    | 24      | Nikita Andreev   | ROC             | 67,39  | 24 s 49 | 44,40     | 14,52 | 15,70 | 74,62 | 74,62          | Q     |
| 10   | 23      | Marco Tadé       | Suisse          | 74,48  | 25 s 23 | 44,10     | 11,62 | 14,73 | 70,45 | 74,48          | Q     |
| 11   | 5       | Pavel Kolmakov   | Kazakhstan      | 74,09  | 25 s 18 | 42,10     | 12,64 | 14,80 | 69,54 | 74,09          |       |
| 12   | 18      | Oskar Elofsson   | Suède           | 69,26  | 24 s 85 | 45,10     | 13,19 | 15,23 | 73,52 | 73,52          |       |
| 13   | 19      | So Matsuda       | Japon           | 73,35  | 26 s 11 | 43,60     | 11,87 | 13,57 | 69,04 | 73,35          |       |
| 14   | 22      | James Matheson   | Australie       | 71,86  | 25 s 76 | 45,20     | 13,97 | 14,03 | 73,20 | 73,20          |       |
| 15   | 12      | Bradley Wilson   | États-Unis      | DNF    | 25 s 29 | 45,50     | 12,79 | 14,65 | 72,94 | 72,94          |       |
| 16   | 17      | Laurent Dumais   | Canada          | 69,76  | 25 s 32 | 43,4      | 13,38 | 14,61 | 71,39 | 71,39          |       |
| 17   | 27      | Will Fenely      | Grande-Bretagne | 70,23  | 26 s 45 | 42,40     | 12,02 | 13,12 | 67,54 | 70,23          |       |
| 18   | 26      | Severi Vierelä   | Finlande        | 69,66  | 25 s 58 | 43,5      | 12,39 | 14,27 | 69,16 | 69,66          |       |
| 19   | 25      | Matt Graham      | Australie       | DNF    | 23 s 97 | 37,80     | 10,94 | 16,39 | 65,13 | 65,13          |       |
| 20   | 30      | Zhao Yang        | Chine           | 61,47  | 26 s 42 | 42,20     | 9,59  | 13,16 | 64,95 | 64,95          |       |

### Finales

#### Finale 1
Chaque concurrent s'élance pour un run. il est jugé par rapport au temps qu'il met à effectuer son parcours (20 % de la note finale), puis deux juges note la qualité et l'originalité des sauts (20 % de la note finale) et enfin cinq juges évalue la technique dans le champ de bosses (60 % de la note finale). Les douze meilleures candidats continuent la compétition, les huit derniers étant éliminés.
| Rang | Dossard | Athlète           | Nationalité | Temps   | Score     | Score | Score | Total | Notes |
| Rang | Dossard | Athlète           | Nationalité | Temps   | Technique | Saut  | Temps | Total | Notes |
| ---- | ------- | ----------------- | ----------- | ------- | --------- | ----- | ----- | ----- | ----- |
| 1    | 1       | Mikaël Kingsbury  | Canada      | 25 s 30 | 49,70     | 17,44 | 14,64 | 81,78 | Q     |
| 2    | 4       | Kosuke Sugimoto   | Japon       | 24 s 41 | 47,70     | 15,50 | 15,81 | 79,01 | Q     |
| 3    | 7       | Daichi Hara       | Japon       | 24 s 27 | 47,60     | 14,99 | 16,00 | 78,59 | Q     |
| 4    | 3       | Walter Wallberg   | Suède       | 23 s 63 | 47,00     | 14,21 | 16,84 | 78,05 | Q     |
| 5    | 2       | Ikuma Horishima   | Japon       | 25 s 20 | 48,10     | 15,04 | 14,77 | 77,91 | Q     |
| 6    | 9       | Benjamin Cavet    | France      | 24 s 26 | 47,90     | 13,89 | 16,01 | 77,80 | Q     |
| 7    | 14      | Cooper Woods      | Australie   | 34 s 19 | 46,70     | 14,78 | 16,10 | 77,58 | Q     |
| 8    | 24      | Nikita Andreev    | ROC         | 24 s 18 | 46,50     | 14,34 | 16,11 | 76,95 | Q     |
| 9    | 28      | Dmitriy Reiherd   | Kazakhstan  | 24 s 78 | 46,00     | 15,58 | 15,32 | 76,90 | Q     |
| 10   | 10      | Nick Page         | États-Unis  | 25 s 98 | 46,30     | 16,76 | 13,74 | 76,80 | Q     |
| 11   | 13      | Sacha Theocharis  | France      | 24 s 65 | 46,70     | 14,40 | 15,49 | 76,59 | Q     |
| 12   | 8       | Brodie Summers    | Australie   | 24 s 40 | 45,80     | 14,53 | 15,82 | 76,15 | Q     |
| 13   | 20      | Nikita Novitckii  | ROC         | 25 s 00 | 46,70     | 14,15 | 15,03 | 75,88 |       |
| 14   | 15      | Cole McDonald     | États-Unis  | 25 s 29 | 45,60     | 15,53 | 14,65 | 75,78 |       |
| 15   | 6       | Ludvig Fjällström | Suède       | 24 s 85 | 16,00     | 14,14 | 15,23 | 75,37 |       |
| 16   | 16      | Dylan Walczyk     | États-Unis  | 25 s 13 | 45,00     | 15,27 | 14,86 | 75,13 |       |
| 17   | 21      | Felix Elofsson    | Suède       | 25 s 36 | 45,40     | 15,01 | 14,56 | 74,97 |       |
| 18   | 23      | Marco Tadé        | Suisse      | 24 s 48 | 45,50     | 13,49 | 15,72 | 74,71 |       |
| 19   | 29      | Olli Penttala     | Finlande    | 24 s 39 | 45,00     | 13,84 | 15,84 | 74,68 |       |
| -    | 11      | Jimi Salonen      | Finlande    |         |           |       |       |       | DNF   |

#### Finale 2
Chaque concurrent s'élance pour un run. il est jugé par rapport au temps qu'il met à effectuer son parcours (20 % de la note finale), puis deux juges note la qualité et l'originalité des sauts (20 % de la note finale) et enfin cinq juges évalue la technique dans le champ de bosses (60 % de la note finale). Les six meilleures candidats disputent la finale 3.
| Rang | Dossard | Athlète          | Nationalité | Temps   | Score     | Score | Score | Total | Notes |
| Rang | Dossard | Athlète          | Nationalité | Temps   | Technique | Saut  | Temps | Total | Notes |
| ---- | ------- | ---------------- | ----------- | ------- | --------- | ----- | ----- | ----- | ----- |
| 1    | 3       | Walter Wallberg  | Suède       | 24 s 10 | 47,80     | 16,31 | 16,22 | 80,33 | Q     |
| 2    | 1       | Mikaël Kingsbury | Canada      | 25 s 50 | 48,50     | 16,62 | 14,37 | 79,59 | Q     |
| 3    | 2       | Ikuma Horishima  | Japon       | 25 s 47 | 48,60     | 16,57 | 14,41 | 79,58 | Q     |
| 4    | 9       | Benjamin Cavet   | France      | 24 s 48 | 47,00     | 16,10 | 15,72 | 78,82 | Q     |
| 5    | 14      | Cooper Woods     | Australie   | 25 s 02 | 47,30     | 14,91 | 15,01 | 77,22 | Q     |
| 6    | 10      | Nick Page        | États-Unis  | 25 s 63 | 45,50     | 17,22 | 14,20 | 76,92 | Q     |
| 7    | 7       | Daichi Hara      | Japon       | 24 s 40 | 46,80     | 14,20 | 15,82 | 76,82 |       |
| 8    | 28      | Dmitriy Reiherd  | Kazakhstan  | 25 s 32 | 46,10     | 16,06 | 14,61 | 76,77 |       |
| 9    | 4       | Kosuke Sugimoto  | Japon       | 25 s 13 | 46,60     | 14,27 | 14,86 | 75,73 |       |
| 10   | 8       | Brodie Summers   | Australie   | 24 s 47 | 44,60     | 14,67 | 15,73 | 75,00 |       |
| 11   | 13      | Sacha Theocharis | France      | 24 s 70 | 43,40     | 14,57 | 15,43 | 73,40 |       |
| -    | 24      | Nikita Andreev   | ROC         |         |           |       |       |       | DNF   |

#### Finale 3
Chaque concurrent s'élance pour un run. il est jugé par rapport au temps qu'il met à effectuer son parcours (20 % de la note finale), puis deux juges note la qualité et l'originalité des sauts (20 % de la note finale) et enfin cinq juges évalue la technique dans le champ de bosses (60 % de la note finale).
| Rang                                | Dossard | Athlète          | Nationalité | Temps   | Score     | Score | Score | Total |
| Rang                                | Dossard | Athlète          | Nationalité | Temps   | Technique | Saut  | Temps | Total |
| ----------------------------------- | ------- | ---------------- | ----------- | ------- | --------- | ----- | ----- | ----- |
| Médaille d'or, Jeux olympiques      | 3       | Walter Wallberg  | Suède       | 23 s 70 | 48,8      | 17,68 | 16,75 | 83,23 |
| Médaille d'argent, Jeux olympiques  | 1       | Mikaël Kingsbury | Canada      | 25 s 02 | 49,6      | 17,57 | 15,01 | 82,18 |
| Médaille de bronze, Jeux olympiques | 2       | Ikuma Horishima  | Japon       | 23 s 86 | 47,4      | 17,54 | 16,54 | 81,48 |
| 4                                   | 9       | Benjamin Cavet   | France      | 24 s 60 | 47,4      | 16,48 | 15,56 | 79,44 |
| 5                                   | 10      | Nick Page        | États-Unis  | 25 s 68 | 47,6      | 17,16 | 14,14 | 78,90 |
| 6                                   | 14      | Cooper Woods     | Australie   | 25 s 01 | 47,6      | 16,26 | 15,02 | 78,88 |